# Les Collins
Leslie „Les” Collins (ur. 24 maja 1958 w Manchesterze) – brytyjski żużlowiec, występujący również na długim torze i na trawie.

## Życiorys

### Kariera sportowa
W roku 1982 na stadionie Stadion Coliseum w Los Angeles zdobył wicemistrzostwo świata. Jest brązowym medalistą do lat 21 z roku 1977. Dwukrotny finalista IMŚ na długim torze.
Przez 27 lat (1975-2002, a Les miał rok przerwy - 1998) jeździł w wielu klubach brytyjskich m.in. Crewe Kings, Belle Vue Aces, Stoke Potters, Leicester Lions, Sheffield Tigers, King’s Lynn Stars, Edinburgh Monarchs, Cradley Heath Heathens, Glagsow Tigers i Workington Comets.
Dziewięć razy był w finałach IM Wielkiej Brytanii. Dwukrotny finalista MIM Wielkiej Brytanii i został mistrzem juniorów w roku 1977.

### Życie prywatne
Brat Petera Collinsa, Phila Collinsa, Neila Collinsa i Steve’a Collinsa, również żużlowców.

## Przynależność klubowa
Wielka Brytania
- Crewe Kings (1975)
- Belle Vue Aces (1975–1979)
- Stoke Potters (1976)
- Leicester Lions (1980–1983)
- Sheffield Tigers (1984–1985)
- King’s Lynn Stars (1986)
- Edinburgh Monarchs (1986–1995)
- Belle Vue Aces (1988)
- King’s Lynn Stars (1988)
- Cradley Heath Heathens (1996)
- Stoke Potters (1997)
- Glagsow Tigers (1999–2001)
- Workington Comets (2002)

## Osiągnięcia
Indywidualne Mistrzostwa Świata
- 1982 -  Los Angeles - 2. miejsce - 13 pkt → wyniki

Indywidualne Mistrzostwa Świata Juniorów
- 1977 -  Vojens - 3. miejsce - 7 pkt → wyniki

Indywidualne Mistrzostwa Świata na długim torze
- 1983 -  Mariańskie Łaźnie - 14. miejsce - 3 pkt → wyniki
- 1984 -  Herxheim bei Landau/Pfalz - 17. miejsce - 4 pkt → wyniki

Indywidualne mistrzostwa Anglii
- 1978 - Coventry - 9. miejsce - 7 pkt → wyniki
- 1981 - Coventry - 4. miejsce - 12 pkt → wyniki
- 1982 - Coventry - 7. miejsce - 9 pkt → wyniki
- 1983 - Coventry - 8. miejsce - 8 pkt → wyniki
- 1984 - Coventry - 4. miejsce - 10 pkt → wyniki
- 1985 - Coventry - 8. miejsce - 6 → wyniki
- 1989 - Coventry - 4. miejsce - 11 pkt → wyniki
- 1990 - Coventry - 12. miejsce - 5 pkt → wyniki
- 1993 - Coventry - 10. miejsce - 6 pkt → wyniki

Młodzieżowe indywidualne mistrzostwa Anglii
- 1976 - Canterbury - 6. miejsce - 10 pkt → wyniki
- 1977 - Canterbury - 1. miejsce - 15 pkt → wyniki